# Суворовське (Краснодарський край)
Суворовське (рос. Суворовское) — село в Усть-Лабінському районі Краснодарського краю Росії, утворює Суворівське сільське поселення, його адміністративний центр.

## Варіанти назви
- Кочети Третя Річка,
- Третя Річка Кочети,
- Третя річка Кочети[1].

## Географія
Село розташоване на берегах степової Третьої річки Кочети (басейн річки Кірпілі), витягнуте вздовж неї із заходу на схід на 10 км. Вище за течією розташований хутір Желєзний, нижче — станиця Пластуновська.
Через село проходить асфальтована автомобільна дорога. Найближча залізнична станція розташована у станиці Пластунівській (8 км на захід від села).

## Історія
Територія сучасного села входила до юрту (земельного наділу) станиці Васюринської Катеринодарського відділу Кубанської області. Декілька хуторів було об'єднано в село, що отримало назву Третя Річка Кочети. У 1962 році село було перейменовано на Суворовське — на честь російського полководця Олександра Суворова.

## Відомі уродженці
- Шерстюк Іван Микитович (1925—1995) — український вчений-економіст.

## Економіка
Вирощуються зернові культури, цукрові буряки, соя, соняшник, овочі.

## Визначні пам'ятки
Будівля церкви 1910 року спорудження, що використовується як клуб.